# Contea di Lancaster (Carolina del Sud)
La contea di Lancaster (in inglese Lancaster County) è una contea dello Stato della Carolina del Sud, negli Stati Uniti. La popolazione al censimento del 2000 era di 61 351 abitanti. Il capoluogo di contea è Lancaster.

## Geografia
La contea di trova nel nord dello Stato, al confine con la Carolina del Nord. Il confine ovest è segnato dal fiume Catawba e quello est dal Lynches. Il territorio è prevalentemente collinare.

### Contee confinanti
- Contea di Mecklenburg (Carolina del Nord) - nord
- Contea di Union (Carolina del Nord) - nord-est
- Contea di Chesterfield - est
- Contea di Kershaw - sud
- Contea di Fairfield - sud-ovest
- Contea di Chester - ovest
- Contea di York - nord-ovest

## Storia
L'area era territorio dei nativi Catawba. La contea fu creata nel 1785 e fu chiamata come Lancaster in Pennsylvania.

## Geografia antropica
L'unica city è Lancaster, il capoluogo.

### Towns
- Heath Springs
- Kershaw
- Van Wyck

### Census-designated places
- Buford
- Elgin
- Irwin
- Springdale
- Tradesville
- Unity

### Aree non incorporate
- Indian Land
- Lancaster Mill (ex CDP)
- Taxahaw